# هارون فرنسيسكو
هارون فرنسيسكو (بالإنجليزية: Aaron Francisco)‏ هو لاعب كرة قدم أمريكية أمريكي، ولد في 3 يوليو 1983 في Lāʻie, Hawaii ‏ في الولايات المتحدة.

## وصلات خارجية
- هارون فرنسيسكو على موقع مرجع كرة القدم المحترفة.كوم (الإنجليزية)